# Фридрих III (герцог Брауншвейг-Люнебурга)
Фридрих III Беспокойный (1424 — 5 марта 1495, Ганн. Мюнден) — герцог Брауншвейг-Люнебурга с 1482 года совместно со своим братом Вильгельмом IV Младшим. В 1484 году был смещён.

## Биография
Старший сын Вильгельма I, герцог Брауншвейг-Вольфенбюттеля и его первой супруги Цецилии Бранденбургской. Фридрих часто был замешан в междоусобицах, набегах и ограблениях на дорогах в первые десятилетия своей жизни; позже его прозвали за это Беспокойным. В 1477 году его отправили в Гельдерн для рассмотрения административных вопросов. Два года спустя, в 1479 году, ему пришлось вернуться домой; причиной, вероятно, было умственное расстройство или обострение психического заболевания. Чуть позже ему, вероятно, стало лучше и снова смог вернуться к правлению. После смерти своего отца Вильгельма Старшего в 1482 году Фридрих и его брат Вильгельм Младший совместно управляли Брауншвейг-Люнебургом. Фридрих, однако, потребовал, чтобы территория была разделена. Вильгельм согласился с этим, подписав договор от 1 августа 1483 года: братья оставались соправителями, однако доходы были разделены. Доля Фридриха включала в себя княжество Каленберг.

### Великая Хильдесхаймская вражда
В 1482 году началась так называемая Великая Хильдесхаймская вражда между городом Хильдесхайм и его епископом Бертольдом II Ландсбергским. Епископ хотел ввести новый епископский налог, с которым город отказался согласиться. Братья приняли разные стороны в этой вражде: в феврале 1484 года Вильгельм заключил союз с епископом при посредничестве своего советника Генриха фон Харденберга (ум. 1492/1493), тогда как Фридрих занял сторону города Хильдесхайм 7 сентября 1483 года. Год спустя, в сентябре 1484 года, между сторонами разгорелся вооружённый конфликт. Вильгельм взял своего брата Фридриха в плен 10 декабря 1484 года и провёз его через Гандерсхайм и Хардеген в Мюнден. Различные источники приводят разные причины пленения: некоторые источники (и сам Вильгельм) упоминают о новом обострении психического заболевания, другие же указывают на нежелание Вильгельма разделять владения. Великая Хильдесхаймская вражда закончилась в 1486 году соглашением сторон.
Фридрих оставался в плену до самой своей смерти. Он умер 5 марта 1495 года в Мюндене, где и был похоронен.

### Семья
Фридрих был женат дважды.
- Первая жена — Анна Брауншвейг-Грубенгагенская (1415—1474), дочь Эриха I Брауншвейг-Грубенгагенского и вдова Альбрехта III, герцога Баварии
- Вторая жена (с 10 мая 1483) — Маргарита, дочь Конрада V, графа Ритберга

Оба брака были бездетными.